# Погані діти відправляються в пекло
«Погані діти відправляються в пекло» — кінофільм режисера Вернера Херцога та Меттью Спредліна, що вийшов на екрани в 2012.

## Зміст
Кілька студентів, заскочені зненацька налетів штормом, виявляються під замком в елітній Академії. Тепер їм належить пережити страшні події, тому що крім них в будівлі знаходиться не тільки вбивця, а й примари людей, яких він вбив.

## Ролі
| Актор              | Роль |
| ------------------ | ---- |
| Джадд Нельсон      | -    |
| Бен Браудер        | -    |
| Аманда Алч         | -    |
| Марк Донато        | -    |
| Оджі Дьюк          | -    |
| Роджер Едвардс     | -    |
| Алі Фолкнер        | -    |
| Камерон Дін Стюарт | -    |
| Джеффрі Шмідт      | -    |
| Шанель Райан       | -    |

## Знімальна група
- Режисер — Вернер Херцог, Меттью Спредлін
- Сценарист — Вернер Херцог, Меттью Спредлін, Беррі Верник
- Продюсер — Майкл Бенаройя, Бред Келлер, Касіян Елвіс, Беррі Верник, Нік Н. Реслан, Камрін Агін
- Композитор — Брайан Флорес

## Продовження
Сиквел, який спочатку називався "Погані діти йдуть у пекло 2", а тепер називається "Погані діти з академії Креств'ю", вийшов на екрани 13 січня 2017 року. У сиквелі повернулися такі актори, як Кемерон Дін Стюарт і Бен Браудер, а також нові актори, такі як Дрейк Белл і Семмі Ханратті. Джадда Нельсона в ролі директора Неша замінив Шон Астін.